# Hubert Spiekenheuer
Hubert Spiekenheuer (* 19. März 1928 in Breslau; † 30. Oktober 2024) war ein deutscher Politiker (CSU).

## Werdegang
Spiekenheuer besuchte die Oberrealschule. 1944 zog er als Soldat in den Zweiten Weltkrieg und geriet in russische Gefangenschaft. Nach seiner Entlassung absolvierte er die Lehre zum Zimmermann. Er ließ sich 1950 in Kaufbeuren nieder und war von 1956 bis 1978 Soldat am dortigen Fliegerhorst, zuletzt im Rang eines Oberstleutnants.
Er gehörte dem Bayerischen Landtag von Januar bis Oktober 1978 an, als er für den verstorbenen Leonhard Hüttenhofer nachrückte. Von 1978 bis 1990 war Spiekenheuer Stadtrat in Kaufbeuren.